# 倪承課
倪承課（1563年—？），字紹傳，號六符，浙江金華府永康县人，明朝政治人物。

## 生平
三月二十五日生，治書經。萬曆十九年（1591年）辛卯科第十一名舉人，萬曆二十三年（1595年）乙未科會試第一百九十九名，廷試三甲第一百名進士，都察院觀政，同年八月授直隸桐城縣知縣，二十六年丁父憂，萬曆二十八年（1600年）四月補江西新建縣知縣，丁内艱。三十三年（1605年）復除南直隶武進縣知縣。本年擢南京刑部主事，晉郎中。

## 家族
曾祖倪文奎。祖倪金圻，庠生。父倪秉簡。前母李氏，母李氏。具庆下。娶周氏，子汝捷、汝擢。

## 引用
1. ↑  《浙江辛卯科同年序齿録》
2. ↑  《永康县志》